# ルイス・フェルナンデス・オチョア
ルイス・フェルナンデス・オチョア（Luis Carlos Fernández Ochoa、1965年1月13日 - ）は、スペインの元アルペンスキー選手。マドリード生まれ、マドリード州北部グアダラマ山脈に位置するセルセディーリャ（Cercedilla）で育った。1980年代後半から1990年代前半に活躍した。 
スペインを代表するスキーファミリー、フェルナンデス・オチョア家の一員で、兄フランシスコ・フェルナンデス・オチョア、姉ブランカ・フェルナンデス・オチョアはともにオリンピックメダリストである。
19歳で出場した1984年サラエボオリンピックでは大回転1本目で途中棄権、回転では1本目24位となったが、2本目で途中棄権となった。
1988年カルガリーオリンピックスーパー大回転、大回転とも途中棄権、回転では18位となった。